# 聖弗蘭西斯科 (昆迪納馬卡省)

聖弗蘭西斯科是哥倫比亞的城鎮，位於該國中部，由昆迪納馬卡省負責管轄，始建於1857年，面積118平方公里，海拔高度1,745米，2005年人口8,187，人口密度每平方公里69.38人。
4°58′38″N 74°17′32″W / 4.97722°N 74.2922°W